# Zombieboy
«Zombieboy» es una canción interpretada por la cantautora estadounidense Lady Gaga, incluida en su octavo álbum de estudio, Mayhem (2025). Fue escrita conjuntamente por Gaga, Andrew Watt, Cirkut y James Fauntleroy, mientras que su producción estuvo a cargo de los primeros tres. «Zombieboy» es una canción disco y funk con influencias del pop de los años 80. Gaga explicó que la compuso como una «celebración del exceso y la diversión nocturna», inspirándose en el fallecido modelo Zombie Boy. 
La crítica la elogió por su energía festiva y su espíritu camp, destacándola como uno de los momentos más entretenidos del álbum. «Zombieboy» debutó en el puesto 76 del Global 200 de Billboard y logró ingresar a las listas de varios países, incluyendo Estados Unidos, Canadá, Reino Unido, Brasil, Francia, Grecia y Portugal.

## Antecedentes y composición
En marzo de 2024, Gaga adelantó que estaba «escribiendo algunas de las mejores canciones que puedo recordar» y reveló que su próximo álbum, Mayhem, había comenzado a tomar forma en 2022, mientras se encontraba en su gira The Chromatica Ball. En una entrevista con Rolling Stone, la artista explicó que el título de la canción surgió de manera espontánea durante la composición y que fue inspirado por el fallecido Rick Genest, el modelo conocido como Zombie Boy que apareció en el videoclip de «Born This Way» (2011). Al respecto, declaró:

Creo que Rick era una persona inspiradora. Cuando trabajaba en esta canción, que en última instancia es una gran celebración, esa palabra simplemente apareció en mi mente. Es una canción sobre ese punto en la noche cuando tú y tus amigos se dan cuenta de que al día siguiente se van a sentir fatal porque se están divirtiendo demasiado. Se trata de sentirse como un zombi en la mañana.

«Zombieboy» fusiona los géneros disco, funk y pop de los años 80, con una línea de bajo marcada y una producción vibrante que evoca la música de Chic y Blondie. De acuerdo con The Quietus, la canción es «una de las más festivas del álbum», proporcionando un respiro en medio del tono más oscuro de Mayhem. Su letra describe una noche desenfrenada de fiesta, donde Gaga y sus amigos se entregan a la euforia hasta el amanecer.

## Recepción

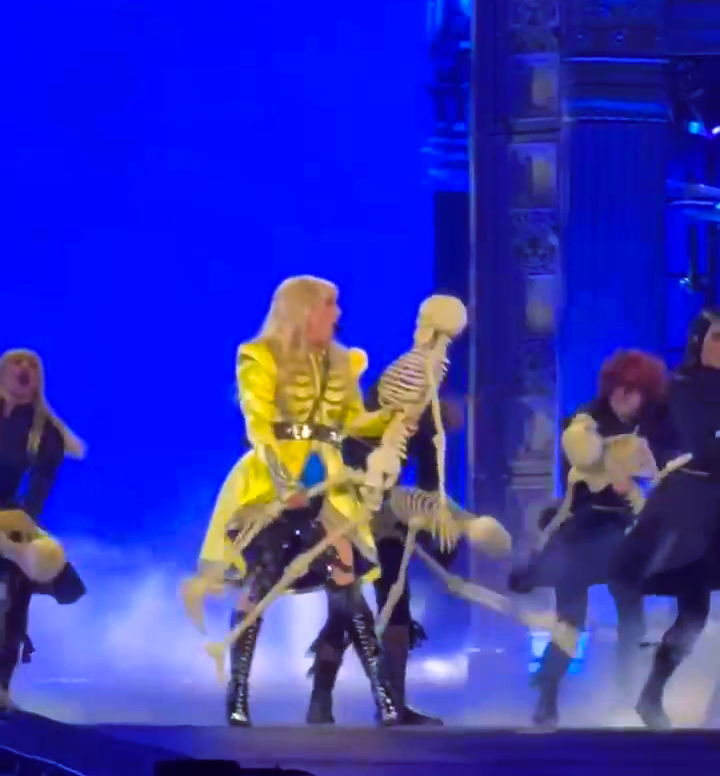
Gaga interpretando «Zombieboy» durante su concierto en la playa de Copacabana el 3 de mayo de 2025.

### Comentarios de la crítica
«Zombieboy» ha sido elogiada por su energía festiva y su espíritu camp. Stephen Daw de Billboard la posicionó como la tercera mejor canción de Mayhem, describiéndola como «el número disco más camp que los seguidores podrían haber esperado», con «guitarras pegadizas», una base rítmica con palmas y un estilo vocal recitado que retoma el hedonismo característico de los inicios de Gaga. Nick Levine de NME la describió como un «disco-rap banger», y señaló que Gaga «suena como una estudiante de teatro musical canalizando a Debbie Harry de Blondie, aunque logra salirse con la suya». CJ Thorpe-Tracey de The Quietus resaltó su producción influenciada por el funk y el toque de humor que Gaga imprime en la interpretación. Neil Z. Yeung de AllMusic elogió «Zombieboy» como una «brillante joya disco», resaltando «su energía vibrante y su papel en la faceta más funk del álbum».

### Rendimiento comercial
A pesar de no haberse lanzado como sencillo, «Zombieboy» ingresó en las listas de varios territorios impulsada por el lanzamiento de Mayhem. La canción debutó en el puesto 76 del Global 200 de Billboard, conteo que reúne las canciones más reproducidas y vendidas globalmente. En los Estados Unidos, se ubicó en el puesto 85 del Billboard Hot 100 durante la semana del 22 de marzo de 2025, y alcanzó el sexto puesto del Hot Dance/Pop Songs. En Canadá, llegó al puesto 85 del Canadian Hot 100, mientras que en Brasil se posicionó en el puesto 95 del Brasil Hot 100. Por otro lado, en el Reino Unido, debutó en el puesto 76 del UK Streaming Chart durante la semana del 20 de marzo. En Francia, ingresó en el puesto 141 del top 200, y en Grecia logró posicionarse en el puesto 42 del Digital Singles Chart.

## Presentaciones en vivo
El 31 de mayo de 2025, Gaga participó en el evento Tudum de Netflix con un número especial inspirado en Wednesday, donde emergió de un ataúd con la inscripción «Here lies the monster queen» («Aquí yace la reina monstruo») para interpretar «Zombieboy» y «Abracadabra», acompañada por bailarines con estética gótica que evocaban a la familia Addams.

## Posicionamiento en listas

### Semanales
| Brasil         | Brasil Hot 100           | 95  |
| Canadá         | Canadian Hot 100         | 85  |
| Estados Unidos | Billboard Hot 100        | 85  |
| Estados Unidos | Hot Dance/Pop Songs      | 6   |
| Francia        | French Singles Chart     | 141 |
| Grecia         | Digital Singles Chart    | 42  |
| Mundo          | Global 200               | 76  |
| Portugal       | Portuguese Top 200 Chart | 103 |
| Reino Unido    | UK Streaming Chart       | 76  |